# Angelo del Nord
L'Angelo del Nord (Angel of the North) è una scultura moderna realizzata in acciaio dall'artista inglese Antony Gormley dal 1994 al 1998.
Si trova nella città di Gateshead, nella contea di Tyne and Wear in Inghilterra.
L'Angelo del Nord è l'immagine di un angelo in piedi alto 20 metri e con le ali aperte che misurano 54 metri.
Le ali non sono perfettamente in linea, ma sono flesse di 3,5 gradi in avanti, per dare, secondo l'autore, la sensazione di un abbraccio.

## Concetto
Secondo Gormley, il significato di un angelo è composto di tre parti; la prima, significa che sotto il sito dove è costruito, i minatori hanno lavorato per due secoli; la seconda, per capire il passaggio dall'era industriale all'era informatica; la terza, per servire da punto di attenzione per il nostro sviluppo di speranze e paure.

## Costruzione
Il lavoro cominciò su un progetto del 1994, finanziato dalla National Lottery per 800 000 sterline. Fu terminato il 16 febbraio 1998.
A causa della sua esposizione, la scultura è stata progettata per resistere a venti di oltre 160 km/h. Le fondamenta di 600 tonnellate ancorano la scultura alla roccia per circa 21 m in profondità.
La scultura è stata costruita alla Hartlepool Steel Fabrications Ltd, utilizzando acciaio Corten, resistente alla corrosione. È composta di tre parti: il corpo, pesante 100 tonnellate, e due ali, pesanti 50 tonnellate ciascuna. Per il trasporto del corpo, dalla fabbrica di Hartlepool al sito, ci sono volute 5 ore.
In un primo momento l'"Angelo" ha suscitato qualche polemica sui giornali britannici, tra cui la campagna "Gateshead ferma la statua", mentre il consigliere comunale Martin Callanan è stato particolarmente forte nella sua opposizione.
Tuttavia, da allora è stato considerato un punto di riferimento per il nord-est dell'Inghilterra ed è stato quotato da un'organizzazione come un'"icona d'Inghilterra".
È stato spesso ripreso in film e in televisione per rappresentare Tyneside, così come lo sono stati gli altri punti di riferimento locali, come il Ponte Tyne e il Gateshead Millennium Bridge.
La popolazione locale usa chiamare la scultura "L'esibizionista di Gateshead" (Gateshead Flasher), per la sua posizione e il suo aspetto.

## Modelli
Sono stati prodotti diversi modelli durante lo sviluppo del progetto.
Nel luglio 2008 una maquette in dimensioni umane è stata venduta per 2,3 milioni di sterline allo stilista tedesco Wolfgang Joop. Il modello è stato poi venduto, nell'ottobre 2011, in un'asta di Christie's per 3.4 milioni di sterline.
Un'ulteriore maquette di bronzo, usata per una raccolta fondi negli anni novanta, di proprietà del Gateshead Council, fu valutata 1 milione di sterline nello show televisivo della BBC Antiques Roadshow il 16 novembre 2008. Questo è stato l'elemento più prezioso mai valutato nel programma.
Un'altra maquette è stata donata alla National Gallery of Australia.

## Galleria d'immagini

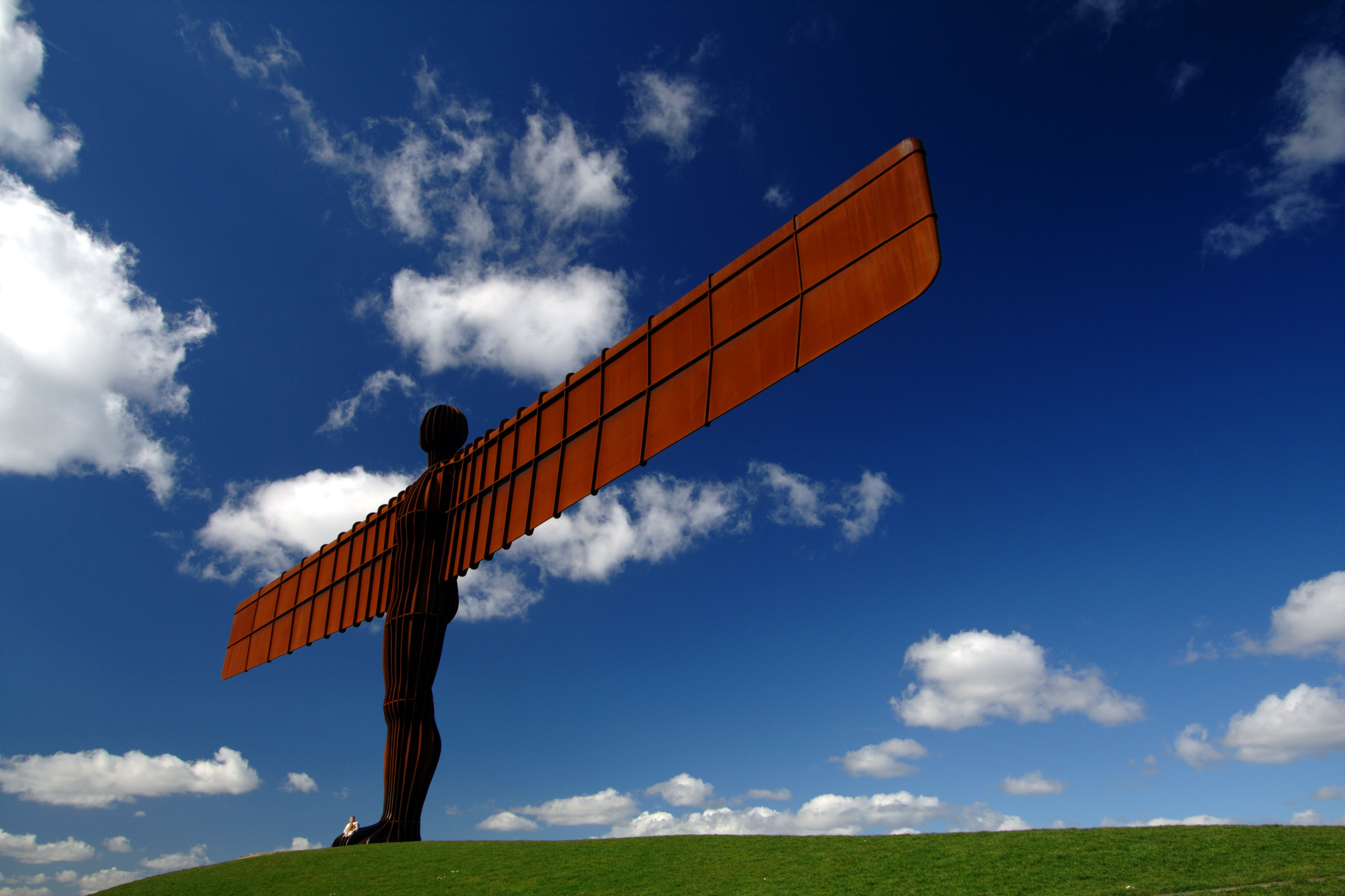
L'Angelo del Nord
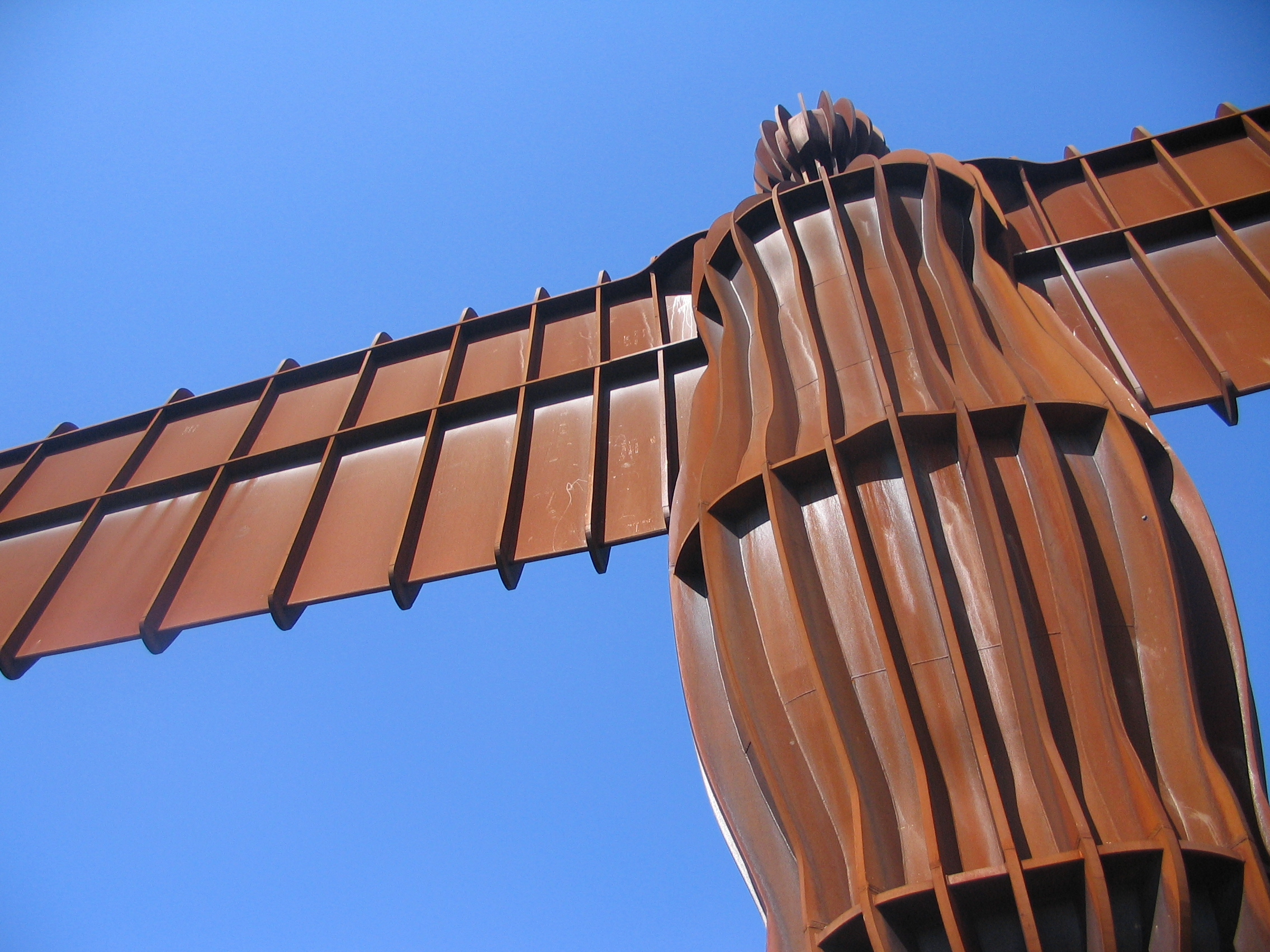
Dettaglio del corpo
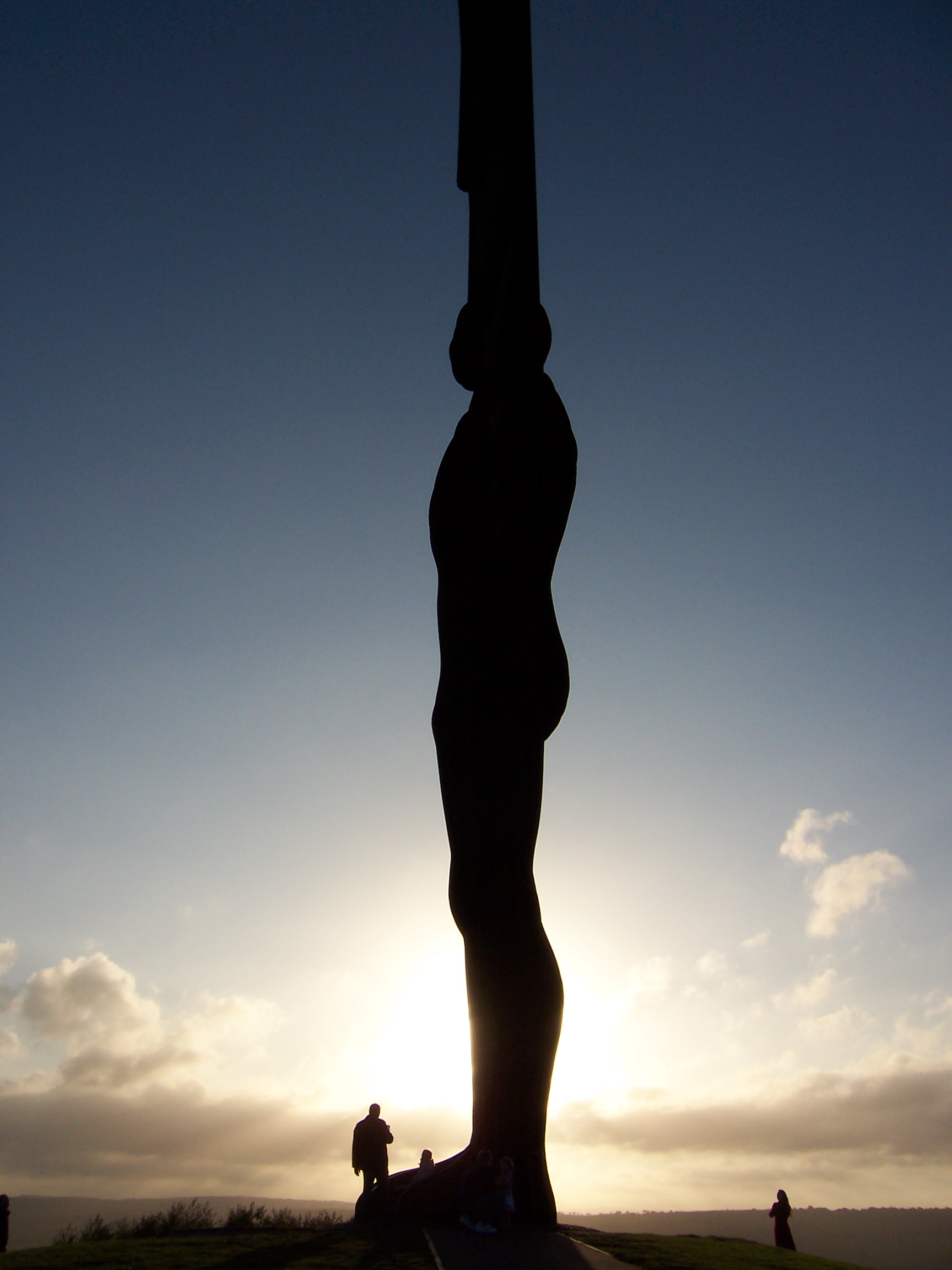
Silhouette
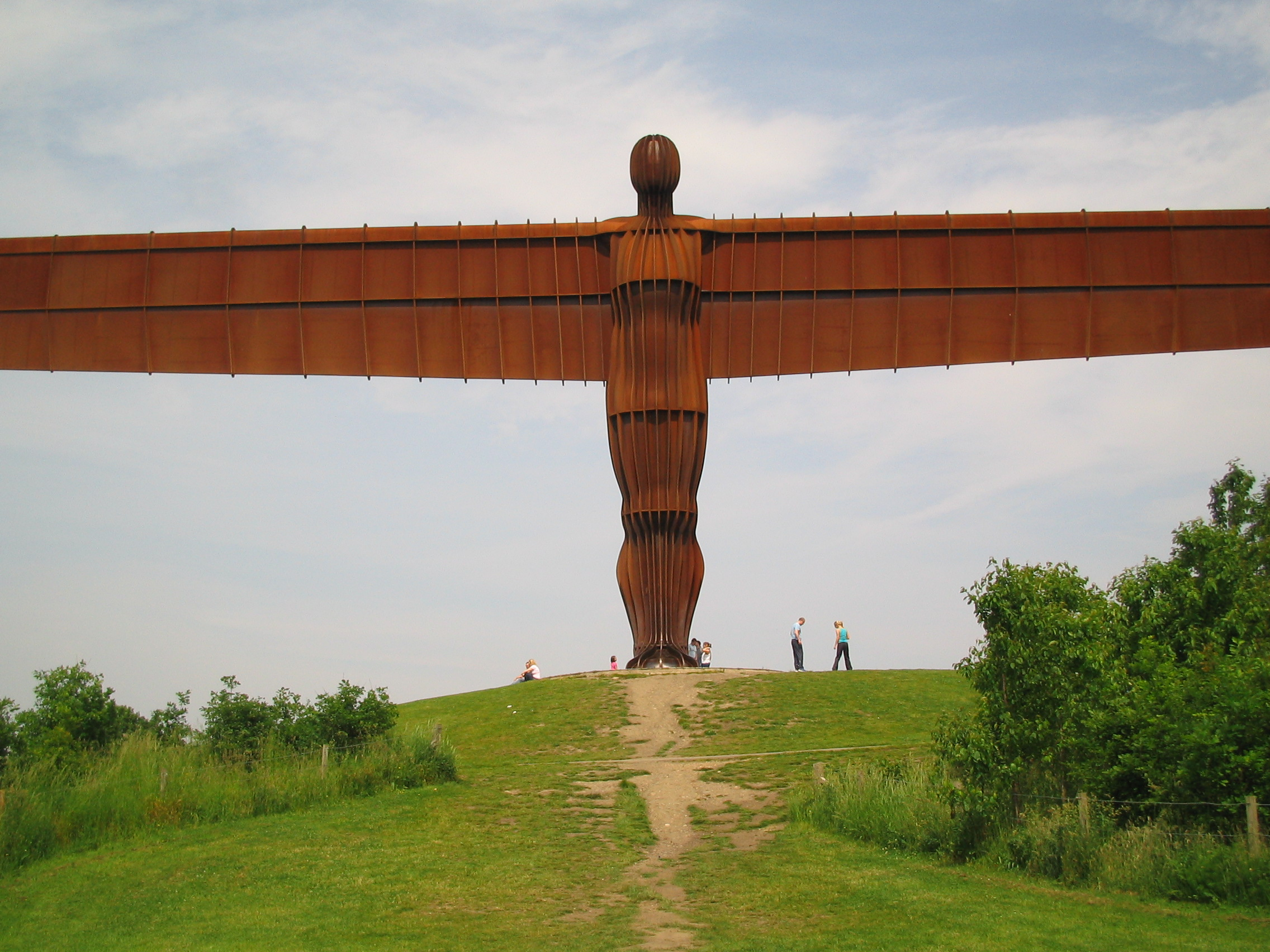
Vista frontale
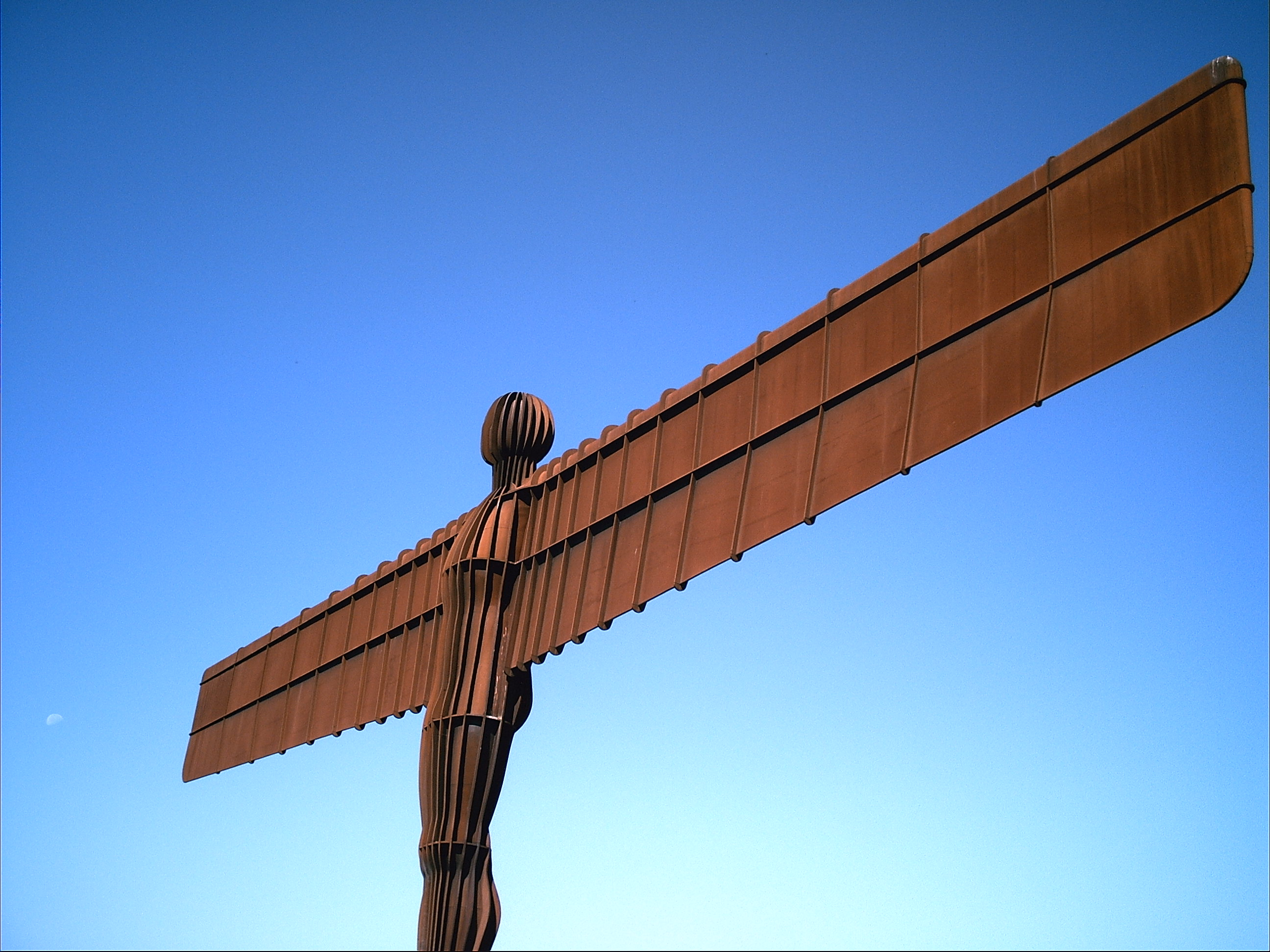
Dettaglio
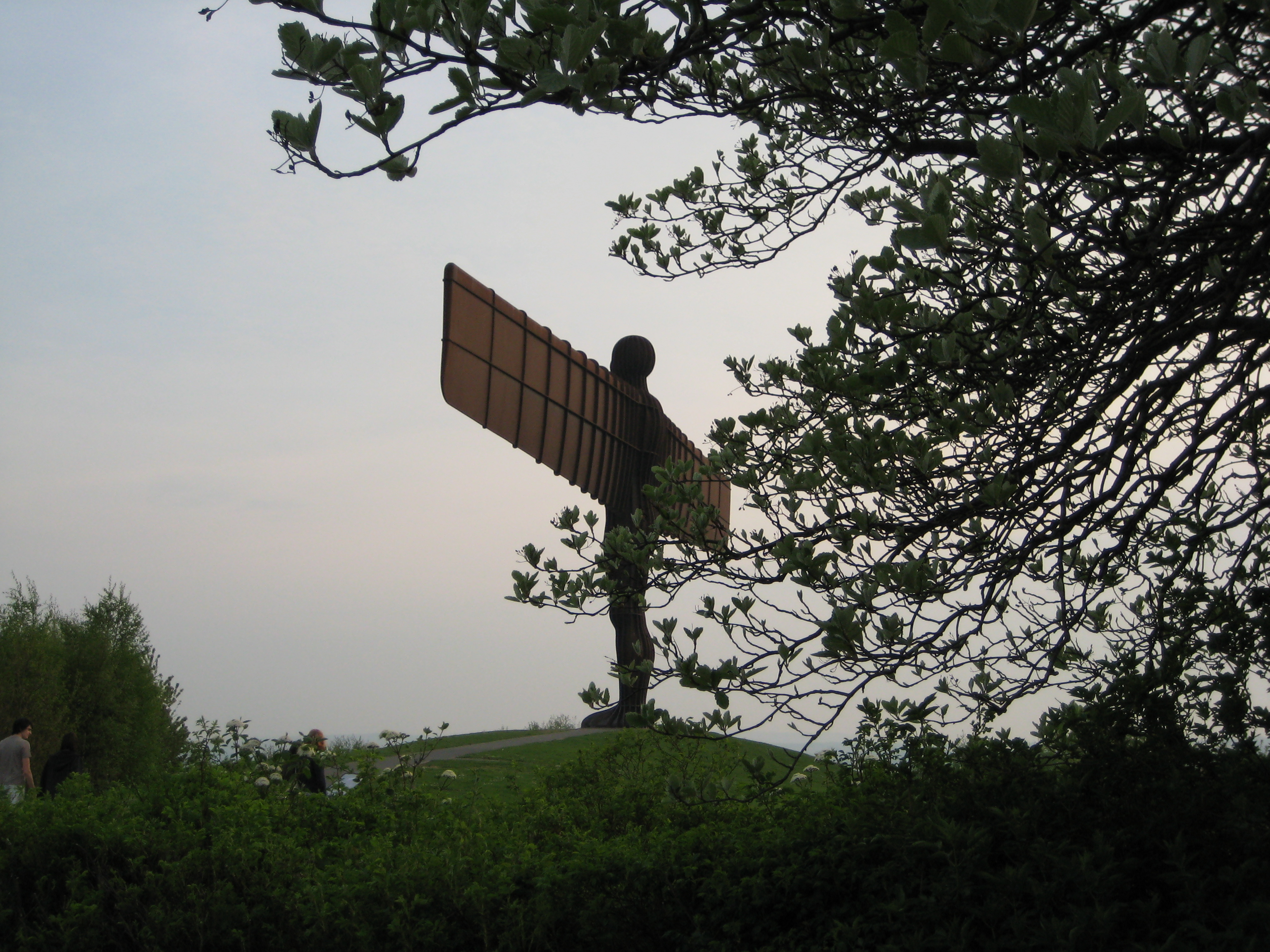
Vista
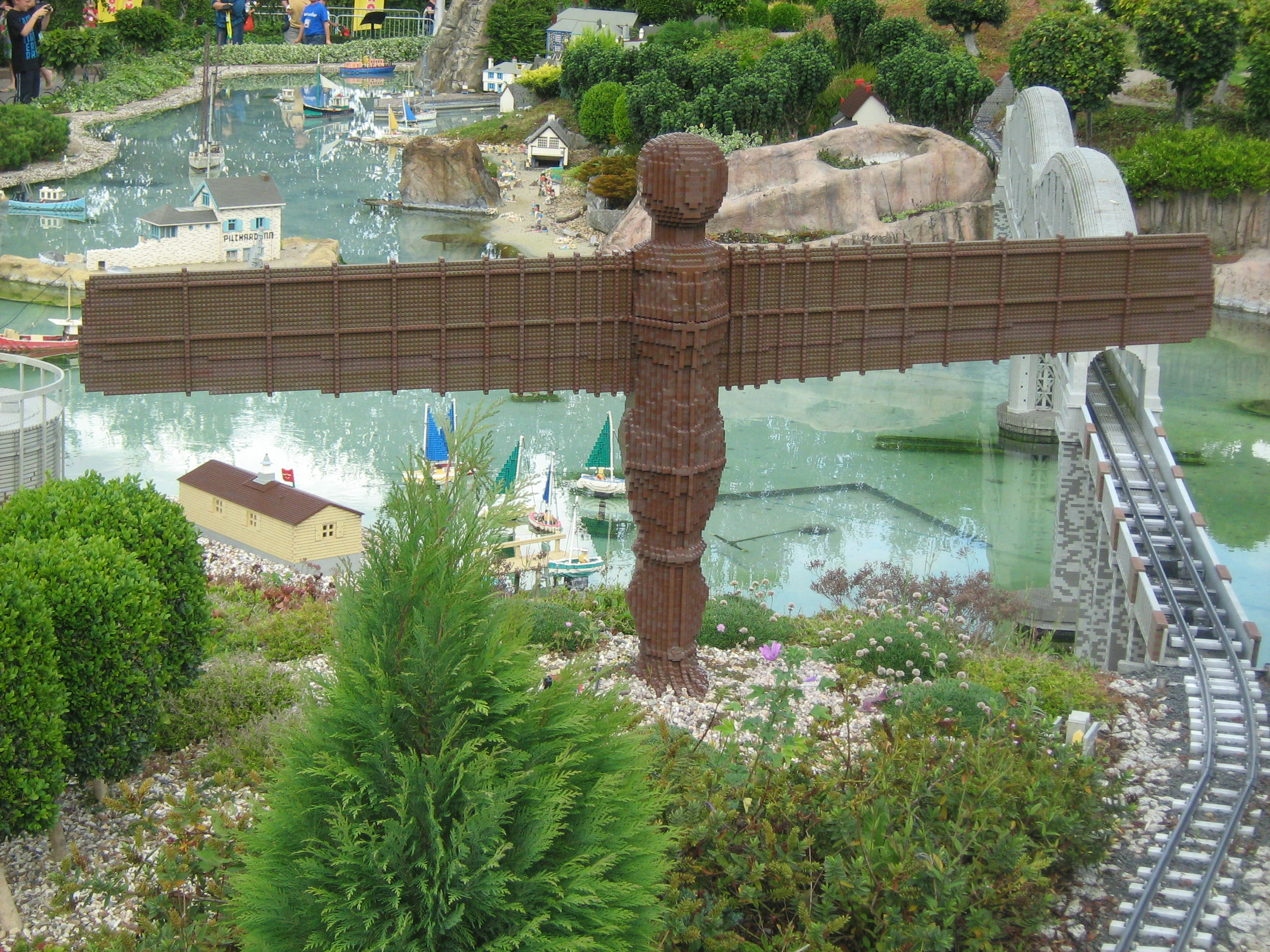
Un modello LEGO nel parco delle miniature Miniland del Legoland Windsor Resort
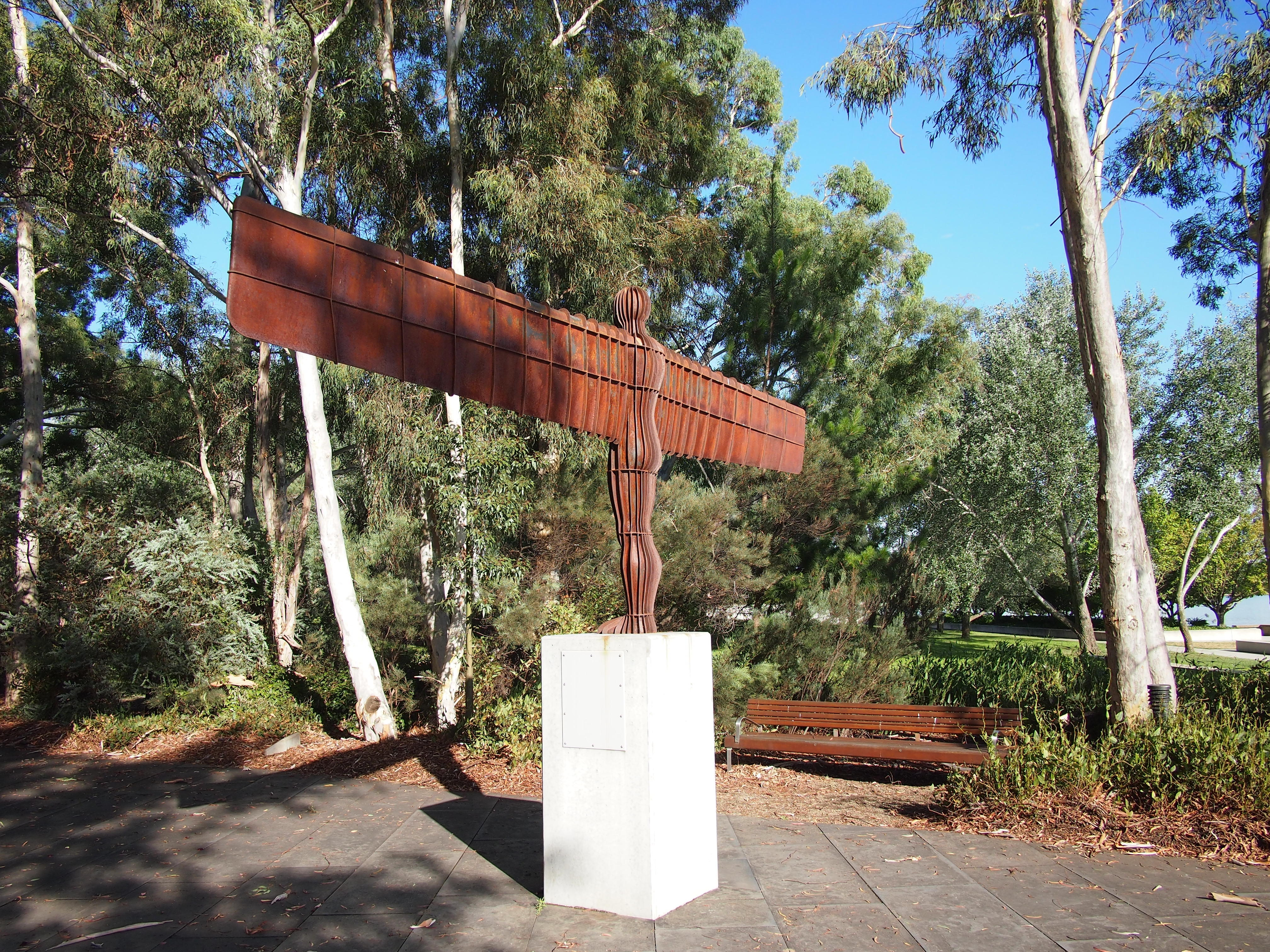
Modello in dimensioni umane alla National Gallery of Australia

## Altre sculture
Ci sono diversi progetti ispirati all'Angelo del Nord. Il titolo di "Angelo del Sud" è stato dato all'opera Willow Man, posta al M5 in Somerset, mentre un altro progetto, informalmente detto Angelo del Sud, è stato proposto nella Valle di Ebbsfleet, nella contea del Kent. La scultura Brick Man (anche questa di Gormley) fu proposta nell'area di Holbeck, nella città di Leeds.